# MS4A10
MS4A10 (англ. Membrane spanning 4-domains A10) – білок, який кодується однойменним геном, розташованим у людей на 11-й хромосомі. Довжина поліпептидного ланцюга білка становить 267 амінокислот, а молекулярна маса — 29 747.
| 10         |  | 20         |  | 30         |  | 40         |  | 50         |
| ---------- |  | ---------- |  | ---------- |  | ---------- |  | ---------- |
| MKAEATVIPS |  | RCARGLPSWQ |  | VLSPVQPWQT |  | SAPQNTTQPK |  | LLAPHQHEKS |
| QKKSSLLKEL |  | GAFHITIALL |  | HLVFGGYLAS |  | IVKNLHLVVL |  | KSWYPFWGAA |
| SFLISGILAI |  | TMKTFSKTYL |  | KMLCLMTNLI |  | SLFCVLSGLF |  | VISKDLFLES |
| PFESPIWRMY |  | PNSTVHIQRL |  | ELALLCFTVL |  | ELFLPVPTAV |  | TAWRGDCPSA |
| KNDDACLVPN |  | TPLHLKGLPV |  | EPPPSYQSVI |  | QGDAQHKQHQ |  | RLREVKQVAP |
| DTWIVTDGAA |  | IWTQTAN    |  |            |  |            |  |            |

A: Аланін

C: Цистеїн

D: Аспарагінова кислота

E: Глутамінова кислота

F: Фенілаланін

G: Гліцин

H: Гістидин

I: Ізолейцин

K: Лізин

L: Лейцин

M: Метіонін

N: Аспарагін

P: Пролін

Q: Глутамін

R: Аргінін

S: Серин

T: Треонін

V: Валін

W: Триптофан

Кодований геном білок за функцією належить до рецепторів. 
Локалізований у мембрані.